# Paul Gerhardt
Paul Gerhardt (Gräfenhainichen, 12 de marzo de 1607 - Lübben, 27 de mayo de 1676) fue un himnógrafo o escritor de himnos religiosos protestantes alemán, el más importante de su época.

## Vida y obra
Paul Gerhardt nació el 12 de marzo de 1607 en el Electorado de Sajonia, fue el segundo de cuatro hijos. Asistió a la escuela pública donde adquirió conocimientos de latín y de canto coral. Al igual que muchas familias en Sajonia, la familia Gerhardt padeció hambre, epidemias y maltratos por parte de los soldados a causa de la Guerra de los Treinta Años.
Después de terminar sus estudios en la escuela pública en 1627, obtuvo los conocimientos necesarios para acceder a la Universidad. Eligió el estudio de Teología en la Universidad Luterana de Wittenberg. Allí se matriculó el 2 de enero de 1628. Gerhardt había tenido conocimiento de esta teología en su casa y en la escuela. En Wittenberg estudió la pura enseñanza de Lutero a través de importantes profesores de la Ortodoxia Luterana. Además, cursó estudios en la facultad de Filosofía.
En Wittenberg se habían refugiado muchas personas que huían de la guerra. Entre los años 1636 y 1637 cundía la peste y las autoridades eclesiásticas tuvieron que publicar libros de registro de las numerosas defunciones. El pueblo del que era oriundo Paul Gerhardt fue completamente destruido por soldados suecos el 11 de abril de 1637; además, el 7 de noviembre de 1637 murió su hermano Christian. Las experiencias de Wittenberg impactaron profundamente en Gerhardt. El 26 de abril de 1642 compuso su primera poesía, meramente de circunstancias: un encomio al hijo de un profesor de Hamburgo por haber aprobado su examen de licenciatura.
En 1643 Gerhardt se trasladó a Berlín. La ciudad había sufrido mucho a consecuencia de la Guerra de los Treinta Años y a causa de la peste, la viruela y otras epidemias la población se había reducido de 12.000 a 5.000 habitantes al concuir el conflicto. Gerhardt consiguió emplearse como profesor particular del consejero jurídico Andreas Berthold y su esposa Elisabeth. Y por entonces compuso varios textos para himnos, que encarnan su desolación por los desastres de la guerra y sus consecuencias. Con ello también desarrolló su teología. No se limitó a reflexionar sobre sus impresiones, sino que ayudaba a reconstruir anímicamente a sus conciudadanos, pues con sus himnos les daba nuevas fuerzas y restauraba sus esperanzas.

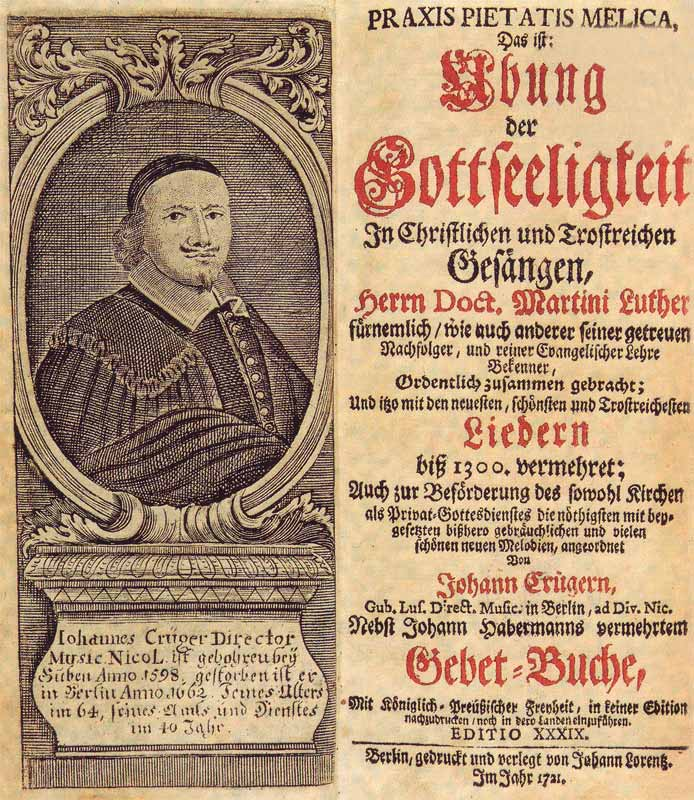
Frontispicio del libro Praxis pietatis melica.

El consuelo de almas y el apoyo espiritual los desarrollaba Gerhardt especialmente en la Iglesia de San Nicolás (Nikolaikirche) de Berlín. Aquí colaboraba desde 1622 Johann Crüger como maestro de canto. En 1640 este último había publicado por primera vez el himnario Praxis Pietatis Melica (Práctica de beatitud en cantos cristianos y de consolación). Entre él y Gerhardt comenzó una colaboración amistosa que duraría muchos años. Al nuevo himnario de Crüger de 1647, Gerhardt había aportado 18 himnos. En la quinta edición del mismo el número de himnos de Gerhardt aumentó a 82. Gerhardt también tenía amistad con el Prior de la Iglesia, Petrus Vehr, y este le prestó su apoyo para ser pastor en Mittenwalde. El 30 de noviembre de 1651 se instaló como párroco de esta población. Se conservan cuatro sermones fúnebres de esa época que muestran su forma popular y clara de predicar. Al igual que en sus himnos, Gerhardt hacía fáciles de entender en sus predicaciones los contenidos teológicos por medio de ejemplos simples y comprensibles.
Además de su actividad parroquial continuó la poética: en 1653 apareció la quinta edición del himnario de Crüger. Durante este periodo de su vida compuso el famoso himno de la Pasión O Haupt voll Blut und Wunden! “¡Oh rostro herido y ensangrentado!” incorporado al himnario de Crüger de 1656 en su sexta edición; hoy este himno es una obra considerada de valor cultural mundial y Johann Sebastian Bach la incluyó en su Pasión según San Mateo, así como otra de sus himnos, Befiehl du deine Wege. 
Gerhardt mantuvo su relación con la parroquia de Berlín. El 11 de febrero de 1655 se casó con Anna Maria Berthold. Tuvieron cinco hijos, de los cuales cuatro murieron pronto. Solo sobrevivió Paul Friedrich. En mayo de 1657 Gerhardt fue elegido segundo diácono de la Iglesia de San Nicolás. En aquel momento se iniciaban los conflictos entre los Reformados y los Luteranos. El Príncipe elector de Brandeburgo, Juan Segismundo I, se había convertido antes de la guerra de la fe luterana a la Reformada calvinista, convirtiendo ésta en religión de palacio. Sin embargo, sus súbditos siguieron siendo en su mayoría luteranos. Por ello se produjeron tensiones confesionales. Posteriormente el Príncipe Federico Guillermo I pasó a ser dispensador de los asuntos eclesiásticos. Este príncipe inició una política que discriminaba a los luteranos, lo cual provocó mayores conflictos con los representantes de la Ortodoxia Luterana. Como consecuencia el príncipe prohibió a sus subordinados estudiar en la Universidad de Wittenberg.

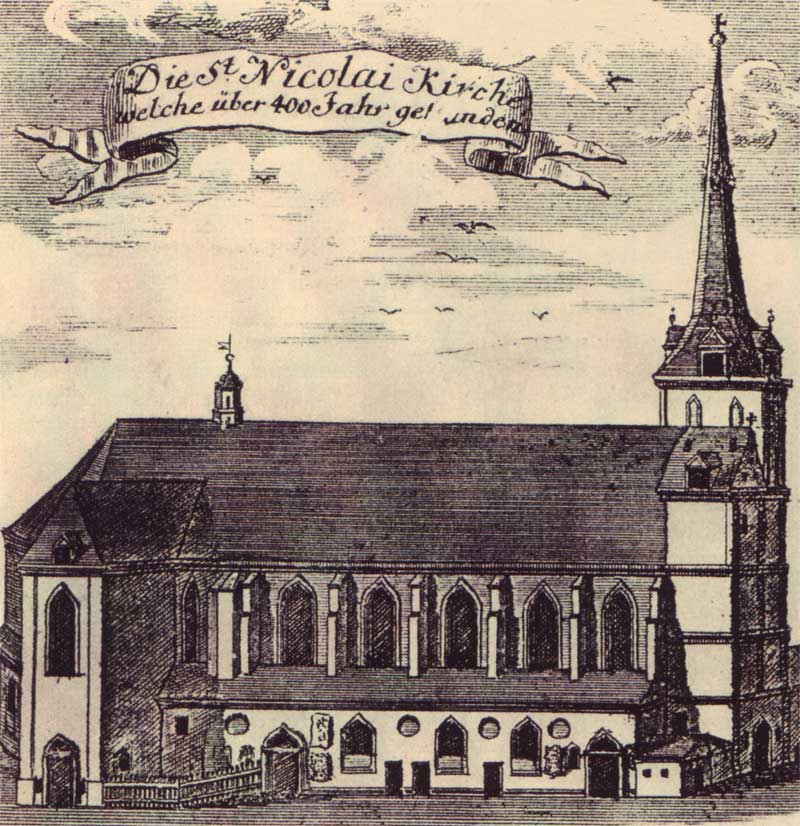
Iglesia de San Nicolás en Berlín, 1740.

En las tierras de este príncipe se extendía el desánimo entre los teólogos luteranos, cuyo centro era Berlín. Gerhardt también fue involucrado en las discusiones y representó con vehemencia la postura luterana. Esta postura no le agradaba al príncipe. Sin embargo, considerando que la paz estaba en peligro, ordenó el 16 de septiembre de 1664 un edicto de tolerancia. Las disposiciones de la enseñanza reformada no podían ser aceptadas por los luteranos por considerarlas como la aceptación de una presunta religión herética y por consiguiente como un abandono de la verdadera fe. Sin embargo el príncipe exigió que se aceptara el edicto de tolerancia. Los luteranos que se negaron a firmarlo fueron despedidos. 
El 31 de enero de 1666 Gerhardt debía firmar el edicto. Como muchos otros se negó, por lo que fue despedido el 13 de febrero. Los ciudadanos de Berlín y sus gremios no estaban de acuerdo con este despido, y exigieron que fuera admitido de nuevo y liberado de esta obligación de firmar.
El magistrado de Berlín se dirigió al príncipe, pero éste rechazó su solicitud. Como Gerhardt había alcanzado con sus himnos un reconocimiento fuera de Berlín, protestó también la nobleza rural en contra de su despido. El príncipe readmitió a Gerhardt el 12 de enero de 1667. Sin embargo, éste renunció a su cargo por cuestiones de conciencia. Por ello dispuso el príncipe su despido definitivo el 4 de febrero de 1667.
Ya desde 1666 se había empezado a disponer de cuadernillos, que serían publicados en el año 1667, que contenían 12 trabajos de Gerhardt. En 1667 apareció una primera edición completa de sus textos de himnos bajo el nombre de “oficios espirituales”. En esa época murió su esposa Anna María, el 5 de marzo. 
En 1669 Gerhardt fue invitado a Lübben, donde el 16 de junio fue nombrado de forma festiva diácono de la Iglesia de San Nicolás. Allí permanecería los últimos años de su vida en condiciones precarias. Sin embargo, cumplió con sus obligaciones de consuelo de almas, solucionando los problemas de la organización eclesiástica. 
Gerhardt falleció a los 70 años, el 27 de mayo de 1676, en su vivienda parroquial de Lübben. El 7 de junio de 1676 fue enterrado en el coro, junto al altar de la iglesia en la que había trabajado los últimos años de su vida y que desde 1930 lleva su nombre.
Los primeros años de la vida de Gerhardt estuvieron bajo la sombra de terribles catástrofes internas en Alemania. Sufrió la peste y el dolor de sus conciudadanos ocasionados por la guerra. Estas experiencias le impactaron, aunque era un hombre pacífico. Esto se refleja en sus himnos, en su sencillez, calor y facilidad para ser cantados. Por ello se han convertido en cantos populares. A pesar de que compusiese libremente, tomando como base de sus himnos los salmos de la Biblia, los himnos latinos de Arnulf von Löwen o las oraciones de Johann Arndt, supo siempre elaborar el contenido poético para que conmoviera. 
La lírica de Gerhardt, que emplea una fraseología llena de imágenes, trata de la Iglesia, de los días y de las estaciones del año, de la vida conyugal y familiar. En todas las circunstancias adversas Gerhardt predica consolación, paciencia y confianza en Dios. Esto se expresa especialmente en su himno de peregrinación “Encarga a Dios el rumbo de tu peregrinar”. También el dolor de la guerra y el deseo de paz se encuentran en la lírica de Gerhardt. Al final de la Guerra de los Treinta Años compuso el himno de acción de gracias “Alabemos a Dios, ha vuelto a aparecer la honrada paz y la palabra de la alegría”. 
Las obras de Paul Gerhardt que hoy conocemos abarcan 139 letras de himnos y poesías. Además, puso música a 15 poesías latinas, entre otras, las de Johann Crüger, Johann Goerg Ebeling y Johann Sebastian Bach. Gerhardt era un poeta modesto, comedido y sin exigencias. 
Las poesías de Gerhardt quieren llevar a un diálogo con Dios y dar confianza a los humanos, con una espiritualidad eclesial y personal. Es decir, que sus obras llevan de un sentimiento eclesial objetivo a un subjetivismo personal. Van del testimonio a la edificación. Con Martín Lutero la congregación clama a Dios, con Gerhardt es el individuo el que habla. La lírica de Gerhardt marca el principio de una lírica alemana nueva, que posteriormente perfeccionaría Johann Wolfgang von Goethe. 
Aunque Paul Gerhardt pertenece a una época espiritual y poética que nos puede parecer lejana a nosotros, sigue vivo entre nosotros a través de sus obras. Sus himnos tienen un profundo carácter religioso y ciertamente corresponden a su época. Son, pues, la típica expresión de su época y, sin embargo, van mucho más allá. Gerhardt representa al pensador autónomo con sentimientos, aunque transmita y se base en la ortodoxia luterana. Ciertamente tiene el mérito de haber promocionado el desarrollo del himno de testimonio y consagración. Sus poemas se han convertido en cantos populares y de familia de la fe cristiana. Dan palabras de alabanza y agradecimiento, concediendo consuelo en la pena. 
Los himnos de Paul Gerhardt fueron pronto incluidos en otros himnarios. En el tiempo del despertar intelectual no fueron tenidos en cuenta, sino que a partir de ellos se crearon otros. Solo después de las guerras de liberación fue reconocida de nuevo su obra; como por ejemplo, por el escrito de Ernst Moritz Arndt, “Palabra y canto en la Iglesia”. 
El haber descubierto de nuevo los oratorios de Bach por Felix Mendelssohn-Bartholdy permitió presentar de nuevo los corales de Gerhardt que forman parte de los mismos. Muchos de sus textos, como por ejemplo “Encarga a Dios el rumbo”, faltaron durante generaciones en la catequesis.
Los poemas de Gerhardt no solo han sobrevivido a los tiempos, sino que han llegado a pasar las barreras interconfesionales y lingüísticas. Se han traducido al holandés, francés, inglés y español, así como a lenguas africanas y asiáticas. Consiguieron introducirse en los himnarios católicos y también son cantados en las iglesias reformadas. Gerhardt se ha convertido en un poeta ecuménico. Gerhardt ha escrito una poesía para todas las circunstancias de la vida y de fiesta.
El himnario alemán evangélico actual (1993) incluye 26 himnos de Gerhardt. Muchas personalidades de la historia de la Iglesia y del espíritu han sido impactados por Paul Gerhardt y han dado testimonio de ello, hasta en nuestros días. Los himnos de Paul Gerhardt fueron importantes en la vida de Dietrich Bonhoeffer (1906-1945). Se ha de mencionar especialmente que Bonhoeffer encontró en ellos consuelo durante su cautividad en la primavera de 1943.